# Tianhe, Sichuan
Tianhe (kinesiska: 天台乡, 天台) är en socken i Kina. Den ligger i provinsen Sichuan, i den sydvästra delen av landet, omkring 390 kilometer öster om provinshuvudstaden Chengdu. Antalet invånare är 6 961. Befolkningen består av 3 407 kvinnor och 3 554 män. Barn under 15 år utgör 20,0 %, vuxna 15-64 år 65 %, och äldre över 65 år 13,0 %.
Genomsnittlig årsnederbörd är 1 674 millimeter. Den regnigaste månaden är september, med i genomsnitt 303 mm nederbörd, och den torraste är januari, med 11 mm nederbörd.